# Obervellach
Obervellach est une commune autrichienne du district de Spittal an der Drau en Carinthie. C'est une station climatique reconnue par l'État.

## Géographie
La commune est située dans la vallée du Möll, au pied sud de la crête des Hohe Tauern. Une partie du territoire appartient au parc national des Hohe Tauern.

## Histoire

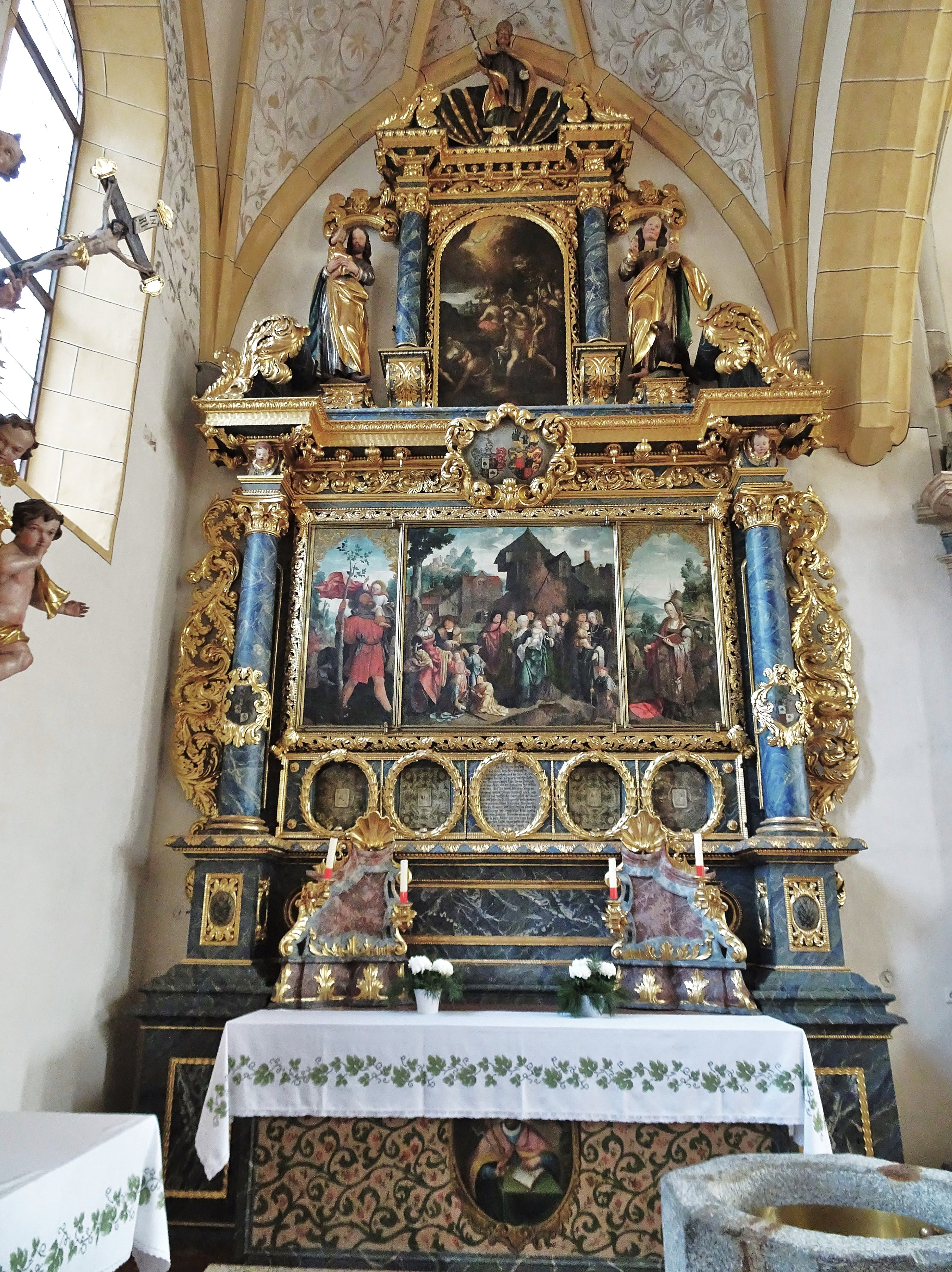
L'autel des Frankopan.

Le lieu de Velah, dont le nom dérive probablement de slave : bela, « blanc », est déjà évoquée dans un document publié par l'évêque Abraham de Frisingue, en exercice de 957 à 994. Au XIIe siècle, les comtes de Goritz (Meinhardiner) résidant à Lienz ont acquis les domaines dans l'ouest du duché de Carinthie. Ils firent construire le château de Falkenstein au-dessus du village en 1277. Le droit de tenir marché à Obervellach est documenté depuis 1256.
En 1460, après un conflit armé, le comte Léonard de Goritz et son frère Jean II ont dû passer le territoire aux archiducs d' Autriche; par la suite, la commune a été intégrée dans les territoires héréditaires des Habsbourg. L'église paroissiale Saint-Martin au début a été construite au XVIe siècle; Jan van Scorel réalisa le retable de l'autel principal, le Sippenaltar de la famille Frankopan, ministérials des Habsbourg. L'extraction traditionnelle de l'or et de l'argent dans les montagnes des Hohe Tauern atteint son apogée à la même époque.

## Jumelages
- Freising (Allemagne) depuis 1963
- Dilbeek (Belgique) depuis 1973
- Seltz (France) depuis 11.10.1980
- Muggia (Italie) depuis 1984
- Hemer (Allemagne) depuis 1985
- Kreuzau (Allemagne) depuis 1987
- 15e arrondissement de Budapest (Hongrie) depuis 1997
- Škofja Loka (Slovénie) depuis 1997